# John Banister (kompozytor)
John Banister starszy (ur. ok. 1625–1630 w Londynie, zm. 3 października 1679 tamże) – angielski kompozytor i skrzypek.

## Życiorys
Był synem muzyka miejskiego, który udzielał synowi pierwszych lekcji muzyki. W 1656 roku wziął udział jako skrzypek w przedstawieniu pierwszej angielskiej opery, The Siege of Rhodes. Od 1660 roku pozostawał w służbie króla Karola II, od 1661 roku grał w zespole His Majesty’s Violins. Z polecenia króla został wysłany na studia muzyczne do Francji. W latach 1662–1666 kierował zespołem 12 skrzypków. Od 1677 roku był nauczycielem muzyki księżniczki Anny. Poza dworem działał jako przedsiębiorca, impresario i organizator życia muzycznego. W latach 1672–1678 organizował w swoim domu w Londynie pierwsze publiczne koncerty otwarte dla szerokiej publiczności, z biletowanymi wejściówkami.
Tworzył muzykę głównie do sztuk teatralnych, m.in. do Burzy Williama Shakespeare’a, Circe Charlesa Davenanta, Epsom Wells Thomasa Shadwella i The Gentleman Dancing-Master Williama Wycherleya. Pisał także pieśni i utwory instrumentalne.